# Svinice (župa Mehedinți)
Svinice (rumunsky Svinița, srbsky Свињица nebo Svinjica) je obec nacházející se v župě Mehedinți v rumunské části Banátu. Nejbližším městem je severovýchodním směrem přibližně 48 km vzdálená Oršava, severozápadním směrem pak přibližně 57 km vzdálená Nová Moldava v župě Caraș-Severin.

## Geografie
Samostatná vesnice leží na levém břehu Dunaje. Severně od vesnice se tyčí skála Traskavec (755 m n. m.) a do katastru obce spadají i kopce Kukujová (754 m n. m.) a Kopřiva (860 m n. m.), přes kterou vede turistická stezka spojující české vesnice Bígr a Eibenthal.

## Obyvatelstvo
V obci žije 741 obyvatel, z toho 89,85 % tvoří Srbové, 6,61 % Rumuni a zbylých 5,17 % jsou obyvatelé jiné národnosti nebo obyvatelé, kteří svoji národnost neuvedli.

## Doprava
Obcí prochází silnice DN57, která spojuje Oršavu s Novou Moldavou, ležící v župě Caraș-Severin, a pokračuje dál na sever do Oravice. Nejbližší vlakové nádraží je v Oršavě, kterou prochází trať z Temešváru až do Bukurešti.
Ze Svinice rovněž vede turistická stezka, kterou je možné dojít kolem Kukujové do Eibenthalu.

## Pamětihodnosti
- zřícenina hradu Tri Kule